# Macaroni
Macaroni（マカロニ）は、日本のロックバンド。

## メンバー
- 太田淳一（ボーカル・ギター）

Macaroni解散後は、SELKIEのメンバーとして活動。
- スケノブトモコ（ベース）
- HELLO（ドラムス）

## 概要
1993年結成。1996年春に現在のメンバーになる。
1998年11月、キティエンタープライズから1stマキシ・シングル「Stupid Life e.p.」でデビュー。THE HIGH-LOWSのオープニングアクトを務めるなど精力的に活動。1999年には、全国ライヴハウスツアーを敢行した。
2001年解散。

## タイアップ
| 使用年 | 曲名           | タイアップ                                               |
| ------ | -------------- | -------------------------------------------------------- |
| 1999年 | New Revolution | テレビ朝日系『ぷらちなロンドンブーツ』オープニングテーマ |